# Contamine-sur-Arve

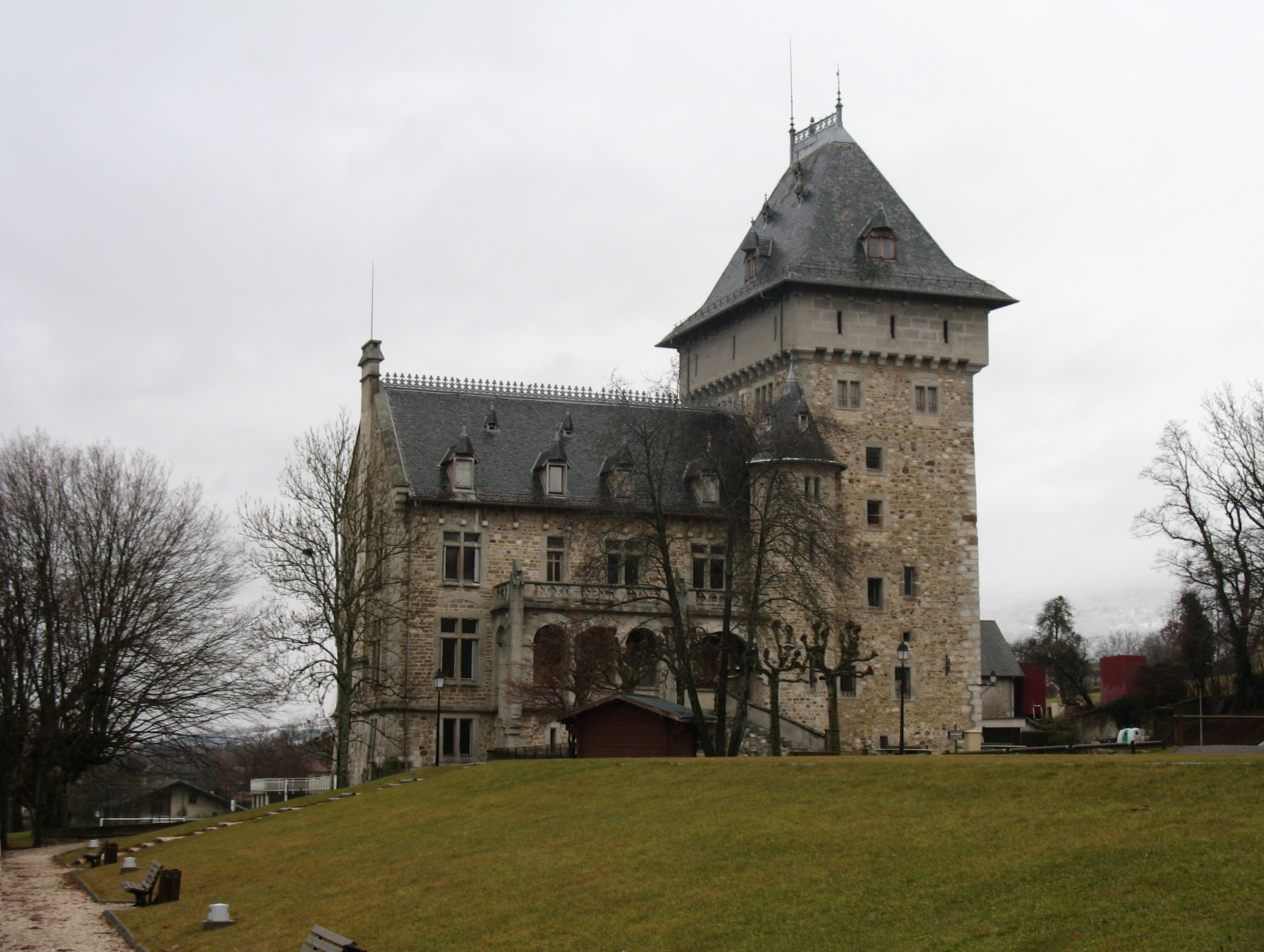
Zamek Villy (2009)

Contamine-sur-Arve – miejscowość i gmina we Francji, w regionie Owernia-Rodan-Alpy, w departamencie Górna Sabaudia.
Według danych na rok 1990 gminę zamieszkiwało 1125 osób, a gęstość zaludnienia wynosiła 163 osoby/km² (wśród 2880 gmin regionu Rodan-Alpy Contamine-sur-Arve plasuje się na 715. miejscu pod względem liczby ludności, natomiast pod względem powierzchni na miejscu 1365.).